# Eugène Spuller
Eugène Spuller, né le 8 décembre 1835 à Seurre (Côte-d'Or) et mort le 23 juillet 1896 à Sombernon (Côte-d'Or), est un avocat, écrivain, journaliste et homme politique français. Fidèle de Léon Gambetta, il accompagne celui-ci lors de son échappée en ballon monté vers Tours le 7 octobre 1870, alors que Paris était encerclé par les troupes prussiennes.

## Famille et formation
Eugène Spuller est le fils d'André Spuller (1789-1851), un boucher à Saint-Seine-l'Abbaye puis à Seurre (Côte-d'Or). D'origine allemande, il est né à Forchheim (Kaiserstuhl, Bade-Wurtemberg). Sa mère est Marie Denizot (1799-1853), fille d'un propriétaire de Sombernon (Côte-d'Or). Il a une sœur, Rose-Pauline, et un frère, François-Auguste qui deviendra préfet de la Haute-Marne au début de la Troisième République.
Le 9 juillet 1857, un jugement du tribunal civil de Beaune change le nom Spulerr en Spuller.
À l'âge de douze ans, en 1847, il part continuer ses études au lycée à Dijon où il étudiera ensuite le droit. En 1862, il s'établit à Paris, et y fut admis au barreau.

## Carrière d'avocat
Il plaida au procès des « 54 conjurés ». Il fit alors la connaissance de Gambetta dont il deviendra un ami et un proche collaborateur. Tous deux défendaient les syndicalistes accusés de conspiration.

## Parcours politique
Il aida Émile Ollivier pendant sa campagne électorale à Paris en 1863, mais quand, en 1869, celui-ci se prépara à « rallier » l'Empire, Spuller soutint le candidat républicain. Il publia à cette époque une Petite histoire de l'Empire, qui servit de propagande contre le régime en place et fut diffusée à travers la France,  elle servit également de base à d'autres publications similaires.
Lors de la guerre franco-prussienne, le 7 octobre 1870, pendant le siège de Paris, il s'échappe en ballon avec Gambetta, devenant son énergique lieutenant en province.

### Parlementaire républicain
Il fut élu enfin député de la Seine (3e circonscription de Paris) le 5 mars 1876, puis réélu en 1877 et en 1881. Enfin, le 18 octobre 1885, il fut élu député de la Côte-d'Or (2e circonscription de Beaune), le restera jusqu'en 1892. Il fut élu vice-président de la Chambre des députés le 22 mars 1890 puis réélu à ce même poste le 15 janvier 1891.
Il deviendra ensuite sénateur de ce département le 24 avril 1892 (réélu le 7 janvier 1894) jusqu'à son décès en 1896. Après la mort de Jules Ferry, il présida brièvement l'Association nationale républicaine (1893).
Lors de la crise du 16 mai 1877, il rédige le manifeste des 363 à l'encontre du président de la République, Mac-Mahon.

### Ministre
- Sous-secrétaire à la présidence du Conseil du 14 novembre 1881 au 30 janvier 1882 dans le gouvernement Léon Gambetta.
- Ministre de l'Instruction publique, des Beaux-Arts et des Cultes du 30 mai au 12 décembre 1887 dans le gouvernement Maurice Rouvier (1).
- Ministre des Affaires étrangères du 22 février 1889 au 17 mars 1890 dans le gouvernement Pierre Tirard (2). Il était en poste lors de l'Exposition universelle de Paris en 1889[5].
- Ministre de l'Instruction publique, des Beaux-Arts et des Cultes du 3 décembre 1893 au 30 mai 1894 dans le gouvernement Jean Casimir-Perier.

Le 4 juillet 1884, Eugène Spuller et d'autres membres du gouvernement français ont officiellement présenté la statue de la Liberté aux États-Unis. Après la cérémonie, la statue a été démontée et placée dans 210 caisses de bois. Le paquebot qui la transportait est parti pour New-York le 21 mai 1885. Eugène Spuller représentera le Parlement français lors de l'inauguration de la statue à New-York en octobre 1886.

### «Esprit nouveau»

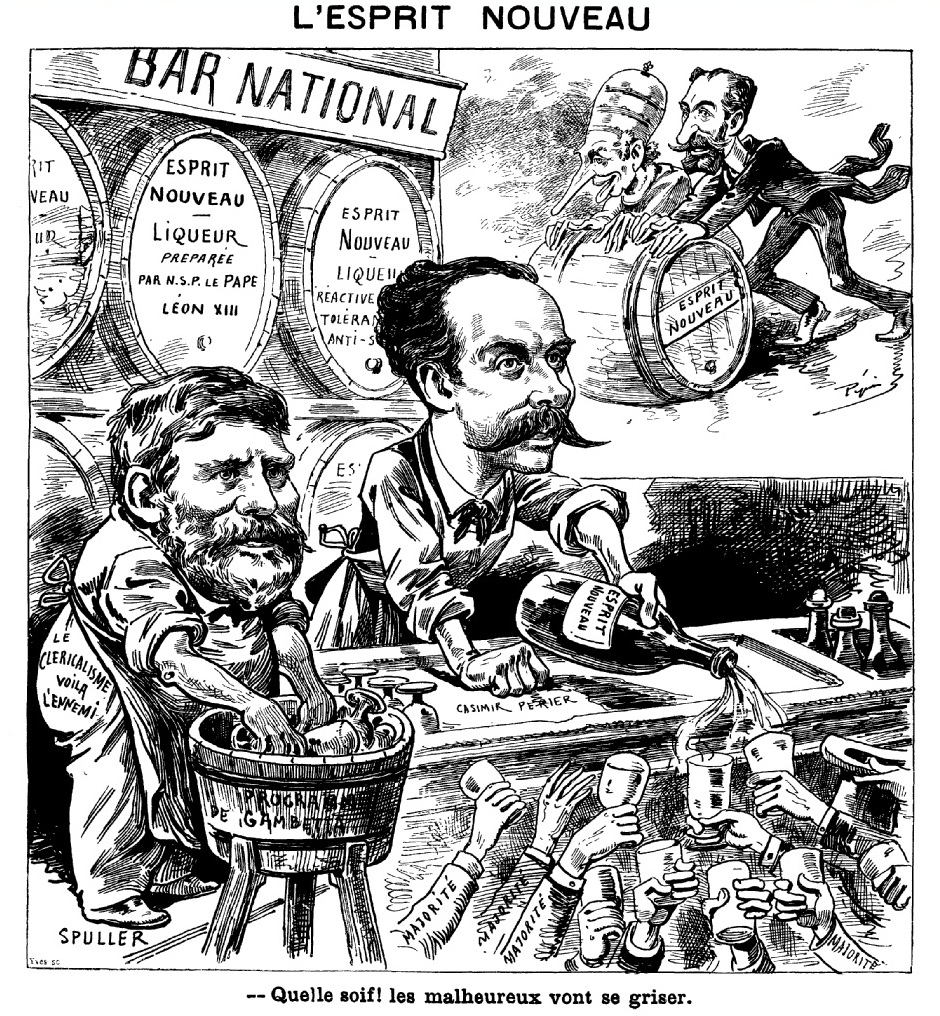
Caricature accusant Sadi Carnot, Jean Casimir-Perier et Spuller de renier l'anticléricalisme du programme républicain de Gambetta (Le Grelot, 11 mars 1894).

Alors qu'il était ministre de l'Instruction publique, des Beaux-Arts et des Cultes, il prononça le 3 mars 1894 à la Chambre un important discours sur l'« esprit nouveau » qui animait le gouvernement opportuniste à l'égard des catholiques ralliés, rompant ainsi avec l'anticléricalisme issu du programme de Belleville. Il considérait que la politique religieuse devait être marquée par davantage de tolérance. Lui qui avait jusqu'alors soutenu la laïcité et lutté contre la suprématie de l'Église sur l'État, il exprima dans ce discours « la nécessité d'envisager les relations de l’Église et de l’État dans un esprit nouveau ». Cette prise de position lui fut reprochée comme une infidélité à son passé politique. Après la chute du gouvernement Jean Casimir-Perier le 22 mai 1894, il ne jouera plus aucun rôle de premier ordre.

## Journaliste
Il contribua à de nombreux journaux dont L'Europe (journal français à Francfort), pour lequel il était correspondant en 1866, Le Nain jaune, le Journal de Paris, et L'Encyclopédie générale.
En 1868, il collabora avec Gambetta à la création de la Revue politique, dont il a été l'un des principaux rédacteurs avec Paul-Amand Challemel-Lacour, Léon Gambetta, Jules Ferry, Henri Brisson, etc. Cette même année, il fonda avec son frère, qui allait devenir préfet, un journal hebdomadaire qui s'adressait aux habitants des campagnes, le Journal de Langres.
Il a été longtemps le rédacteur en chef de La République française, revue qu'il fonda aussi avec Gambetta en novembre 1871. Il publia par ailleurs de nombreux articles dans d'autres journaux républicains.

## Écrivain
Parallèlement à son activité politique, Eugène Spuller était aussi écrivain. Parmi ses écrits, on retrouve : Petite Histoire du second Empire (1870), Conférences populaires (deux volumes, 1879-1892), Ignace de Loyola et la compagnie de Jésus (1876), J. Michelet, sa vie et ses œuvres (1876), Au Ministère de l'instruction publique (2 volumes, 1885-1895), Figures disparues. Portraits contemporains, littéraires et politiques (deux volumes, 1886-1891), Histoire parlementaire de la Seconde République suivie d'une petite Histoire du Second Empire (1891), Lamennais : étude d'Histoire politique et religieuse (1892), L'évolution politique et sociale de l'église (1893), Royer-Collard (1895), et Hommes et choses de la Révolution (1896).

## Mort

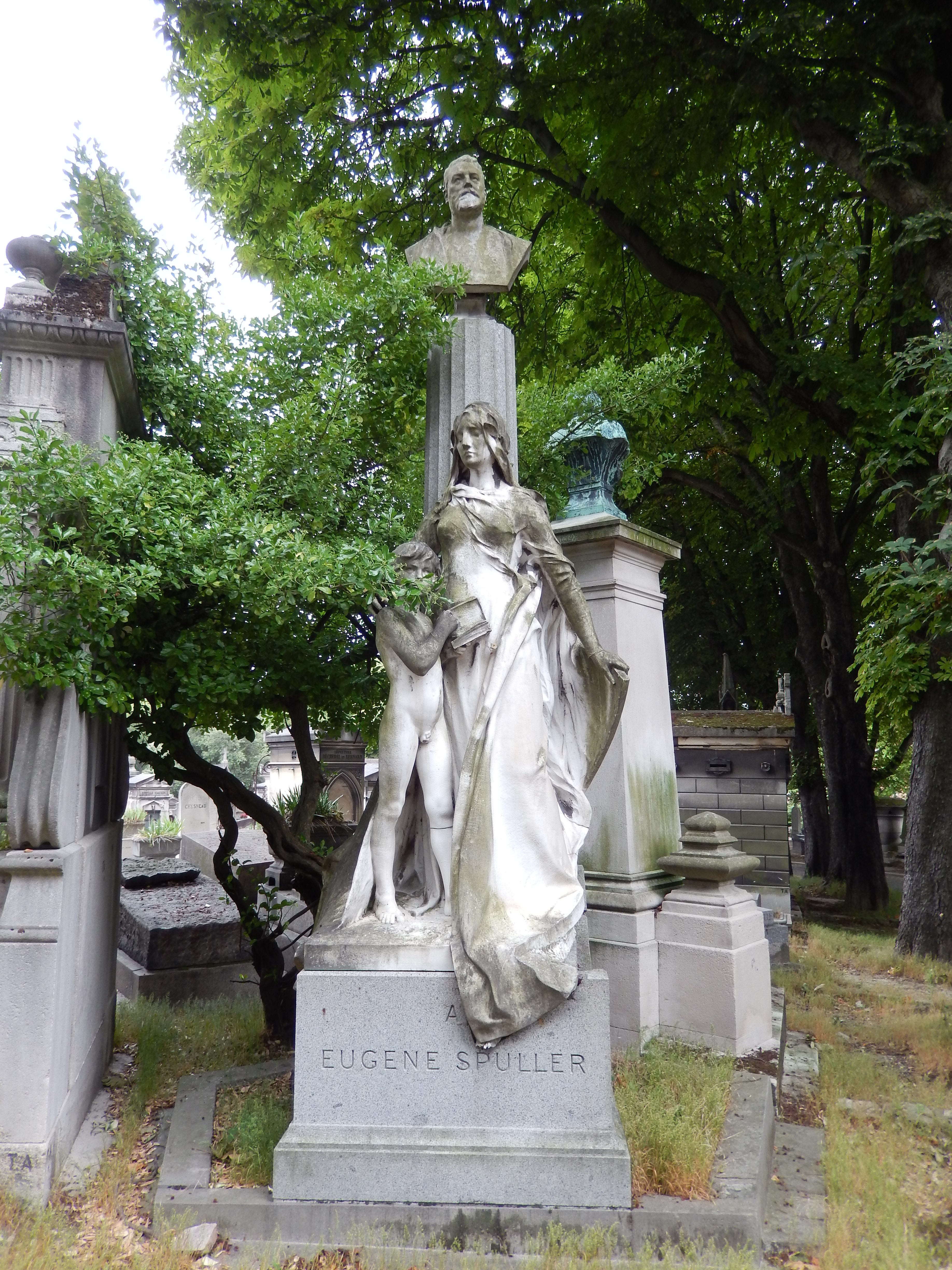
Tombe au cimetière du Père-Lachaise.

Eugène Spuller est décédé à Sombernon (Côte-d'Or) le 23 juillet 1896 à la suite d'une longue et douloureuse maladie. Il est inhumé au cimetière du Père-Lachaise (division 65) à Paris. Sa tombe est surmontée d'une statue du sculpteur bourguignon Paul Gasq, qui représente l’Éducation nationale, et d'un buste à son effigie. Lors de l'inauguration de la statue, le 12 juin 1901, le philosophe Louis Liard parla d'Eugène Spuller en ces termes :

« En entrant au ministère de l'instruction publique, il avait pu porter sur lui-même ce témoignage : « Je n'y entre pas comme un étranger qui pénètre pour la première fois dans un atelier où l'on travaille à un ouvrage qui lui est inconnu ». En le quittant, il put dire avec autant de vérité : « J'ai pris ma fonction au sens propre du mot ; j'ai tenu à être le premier instituteur de la nation. »

À son décès, ses papiers de fonctions relatifs à ses responsabilités ministérielles aux Affaires étrangères ont été saisis et remis aux Archives nationales, où ils sont aujourd'hui consultables.

## Hommages
- Une rue de Paris porte son nom.

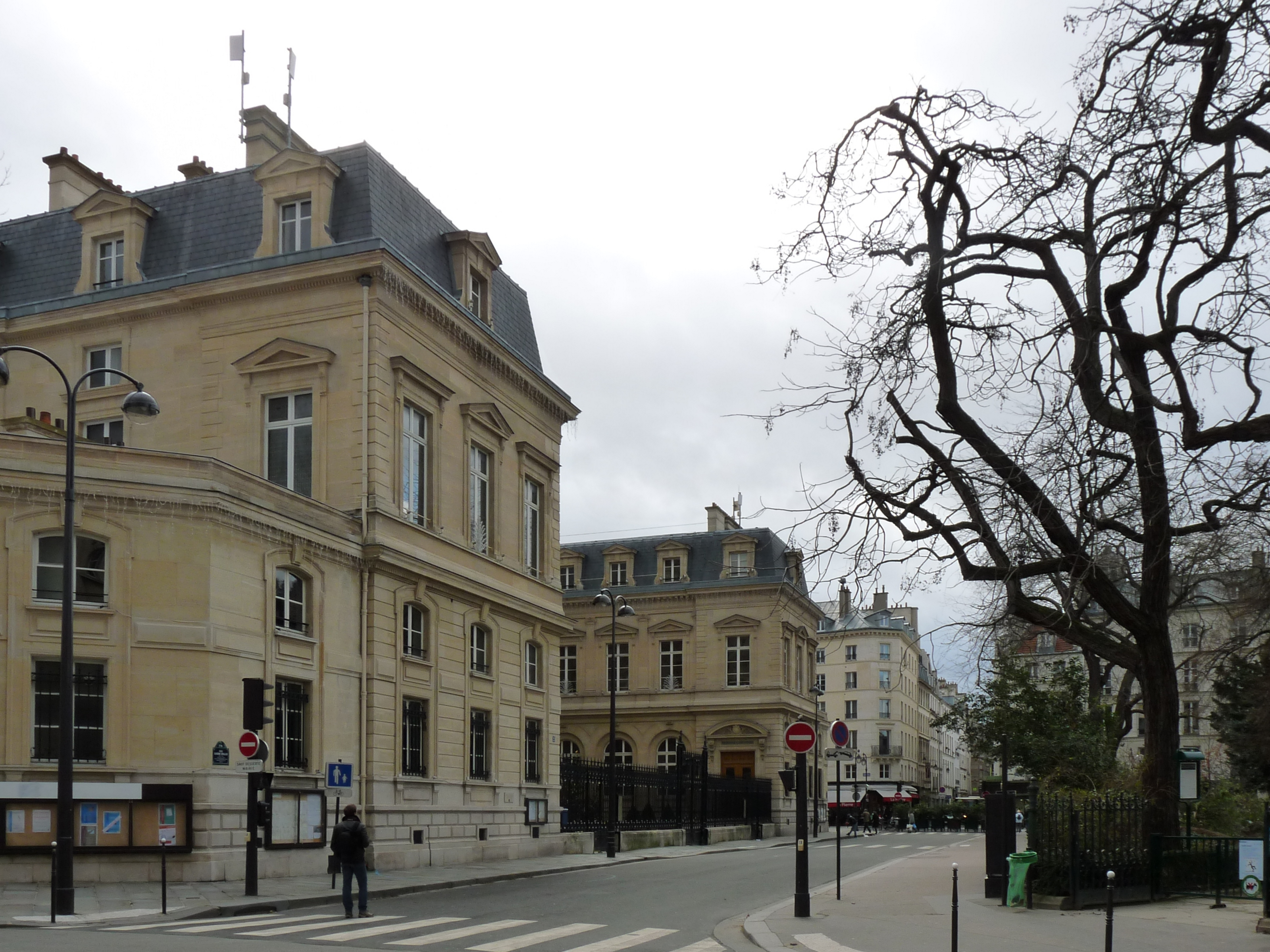
Rue Eugène-Spuller à Paris.

- Un boulevard porte son nom à Dijon : le boulevard Eugène-Spuller.
- Une statue d'Eugène Spuller par Paul Gasq se trouve dans la mairie de Sombernon, commune où il est mort[12].